# Zonitoschema okinawensis
Zonitoschema okinawensis es una especie de coleóptero de la familia Meloidae.
La especie fue descrita científicamente por Miwa en el año 1928.